# Breslauer Stadtschloss

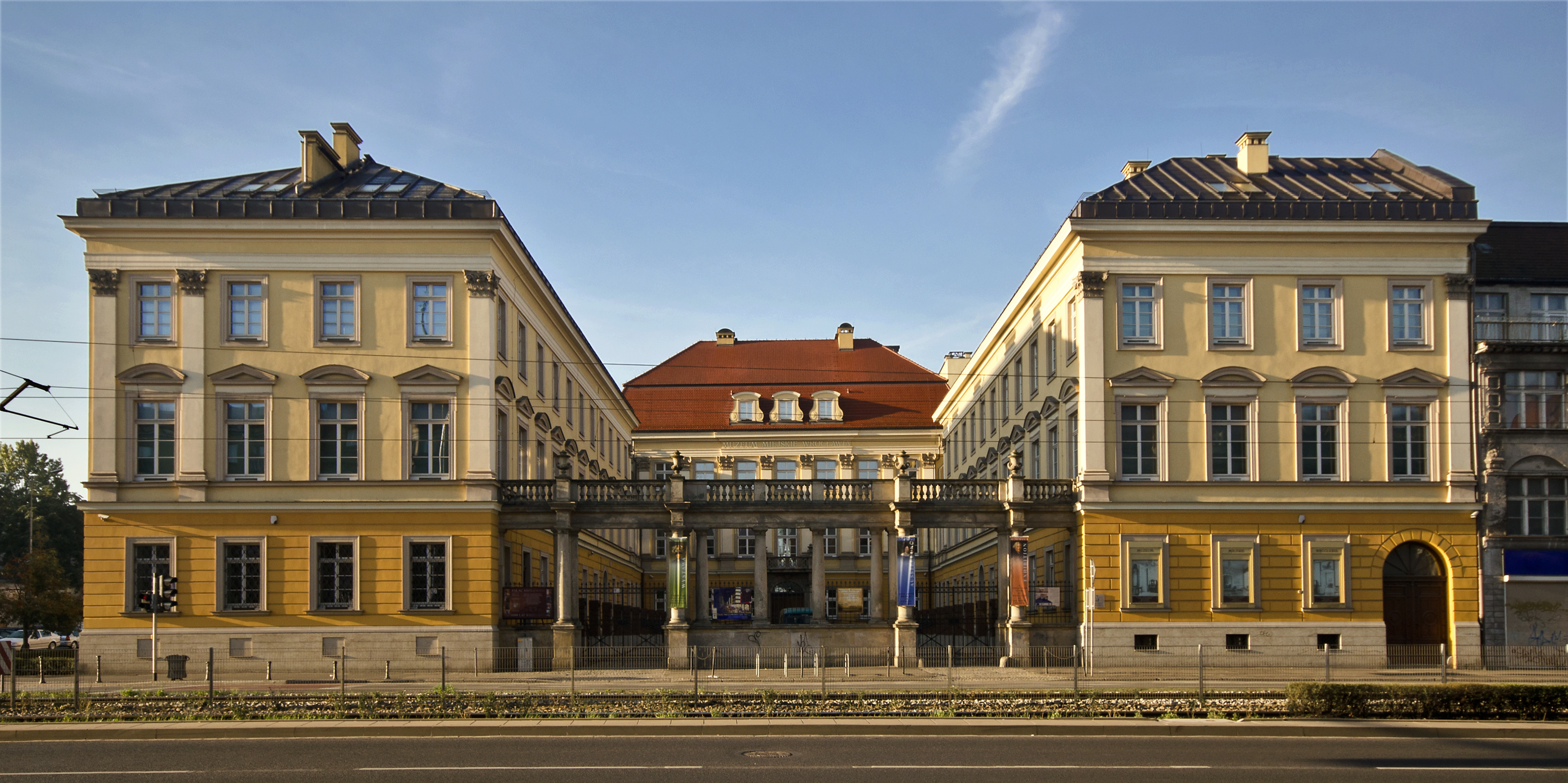
Das Breslauer Stadtschloss, Ansicht vom Norden zum Ehrenhof und dem zentralen Teil, dem ehemaligen Palais Spätgen

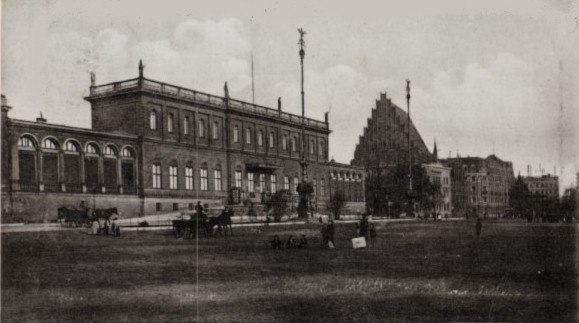
Südflügel um 1845 von Friedrich August Stüler erbaut, 1945 abgebrannt

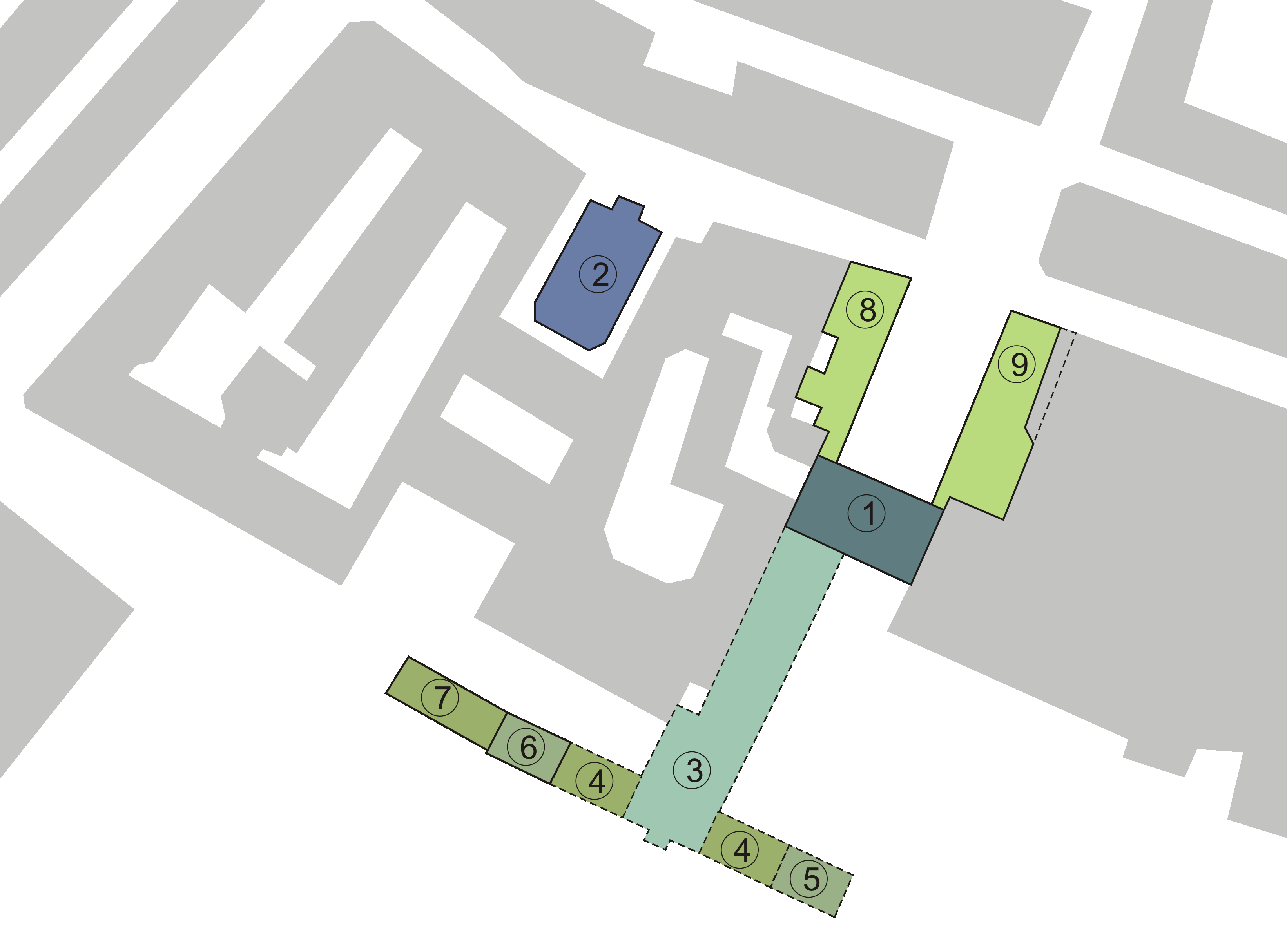
Legende (Zustand vor 1945):
1. Barocker Zentralflügel
2. Evangelische Hofkirche
3. Südwestflügel m. königl. Zimmern (1945 abgebr.)
4. Südflügel (um 1845 von Stüler, 1945 abgebrannt)
5. Ost-Pavillon (um 1845 v. Stüler, 1945 abgebrannt)
6. West-Pavillon (dito)
7. Wirtschaftsgebäude
8. Nordwestflügel
9. Nordostflügel (nach 1945 erweitert)

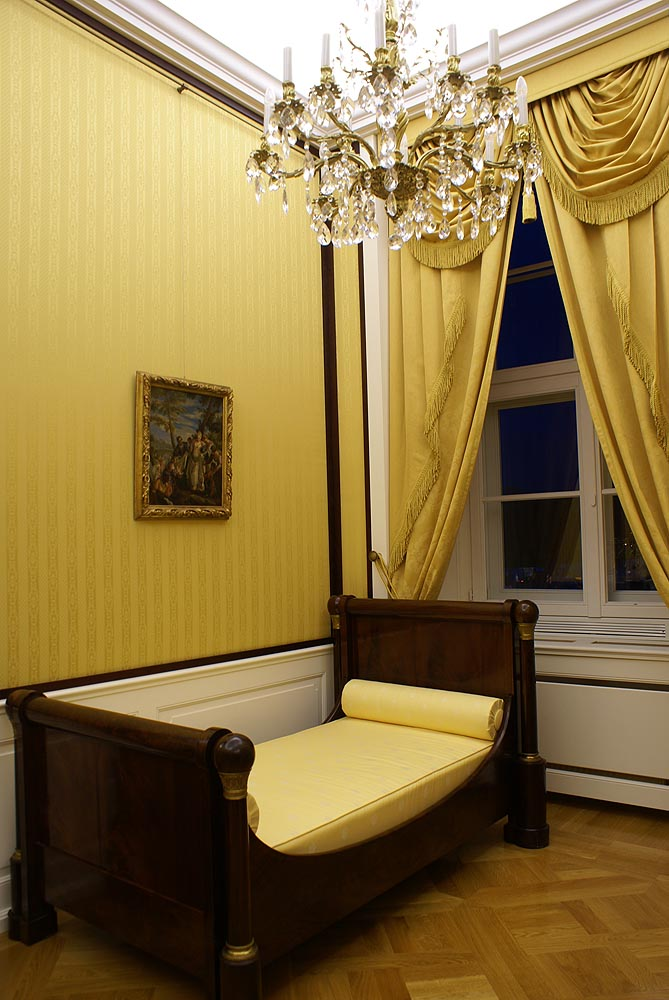
Ansicht eines der Gemächer

Das Breslauer Stadtschloss (polnisch Pałac Królewski „Königliches Schloss“) war nach 1750 die Breslauer Residenz der preußischen Hohenzollern. Heute befindet sich in dem Gebäude das Stadtmuseum von Breslau (Muzeum Miejskie Wrocławia).

## Geschichte
Der älteste Teil des Schlosses wurde 1719 als Residenz des bischöflichen Hofkanzlers Heinrich Gottfried von Spätgen erbaut. Als nach dem Ersten Schlesischen Krieg das bis dahin zur Krone Böhmen gehörende Schlesien fast ganz an Preußen fiel, wurde das Palais 1750 von König Friedrich II. erworben und 1751–1753 nach Plänen des Berliner Baumeisters und Baudirektors Johann Boumann um den südlichen Querflügel erweitert. Der Ehrenhof wurde mit niedrigen Seitenflügeln umgeben, an der Gartenseite errichtete der königliche Baumeister Carl Gotthard Langhans 1796/97 einen langen engen südwestlichen Flügel, der bis zur Fortifikation am Schlossplatz (heute Plac Wolności) reichte. Am Ende des Flügels, über der Tordurchfahrt der Querstraße, befanden sich das königliche Schlafzimmer und die Arbeitszimmer, von denen aus der König die Manöver seiner Soldaten oder eventuell die Verteidigung der Stadt leiten konnte.
In dem Schloss stiftete König Friedrich Wilhelm III. am 10. März 1813 das Eiserne Kreuz. Mit seinem „Aufruf an mein Volk“ rief er von hier aus zum Kampf gegen Napoleon auf.
Nach der Schleifung der Stadtbefestigung wurde das Schloss im Stil der italienischen Neorenaissance umgebaut. Von 1858 bis 1868 erfolgte der Umbau des Ehrenhofes durch Friedrich August Stüler. Durch den Abriss von Nachbarhäusern konnten große klassizistische Seitenflügel im Nord- und Südosten errichtet werden, die mit dem Zentralflügel eine stimmige Einheit bildeten. Das Schloss bildete zusammen mit dem Stadttheater, der Kommandantur, dem Gerichtsgebäude und den Behörden der Provinz Schlesien das Hauptelement des Breslauer Schlossplatzes als Ort von Paraden und Symbol der Macht Preußens. Zum Schlossensemble gehört auch die Hofkirche, die sich in unmittelbarer Nähe befindet aber baulich ein separates Gebäude ist.
Während der Zeit der Weimarer Republik wurde das Schloss zu einem Museum umgestaltet, das auch die Kunstsammlungen der Stadt Breslau beherbergte. Daraus wurden 1937 im Rahmen der nationalsozialistischen Vernichtung der als „Entartete Kunst“ bezeichneten Werke solche der modernen Kunst, u. a. von Paul Dobers, beschlagnahmt und vernichtet.
Im Zweiten Weltkrieg brannten der südliche und südöstliche Gebäudeflügel aus. In den 1950er Jahren wurden der Südwestflügel, Südflügel und der südöstliche Pavillon abgerissen. Nur das ehemalige Wirtschaftsgebäude und der Teil daneben blieben als Stumpf erhalten.
Das Areal rund um das Schloss veränderte sich nach 1945 erheblich. Die beiden nördlichen Flügel waren davor auf beiden Seiten von Nachbargebäuden eingefasst. Nach dem Krieg wurde durch den Häuserblock ein Durchbruch für eine Straße geschaffen und der Nordostflügel stand somit frei. Die Fassade des Nordwestflügel war zur Ost-West-Straße auf vier Fenstern gegliedert, der Nordostflügel von den ursprünglichen drei Fenstern auf vier erweitert und somit beide Flügel spiegelgleich. Beim Nordostflügel wurde jedoch die ursprüngliche Säulengliederung nach dem dritten Fenster beibehalten, womit die ursprüngliche Fassadenbreite noch deutlich erkennbar ist.

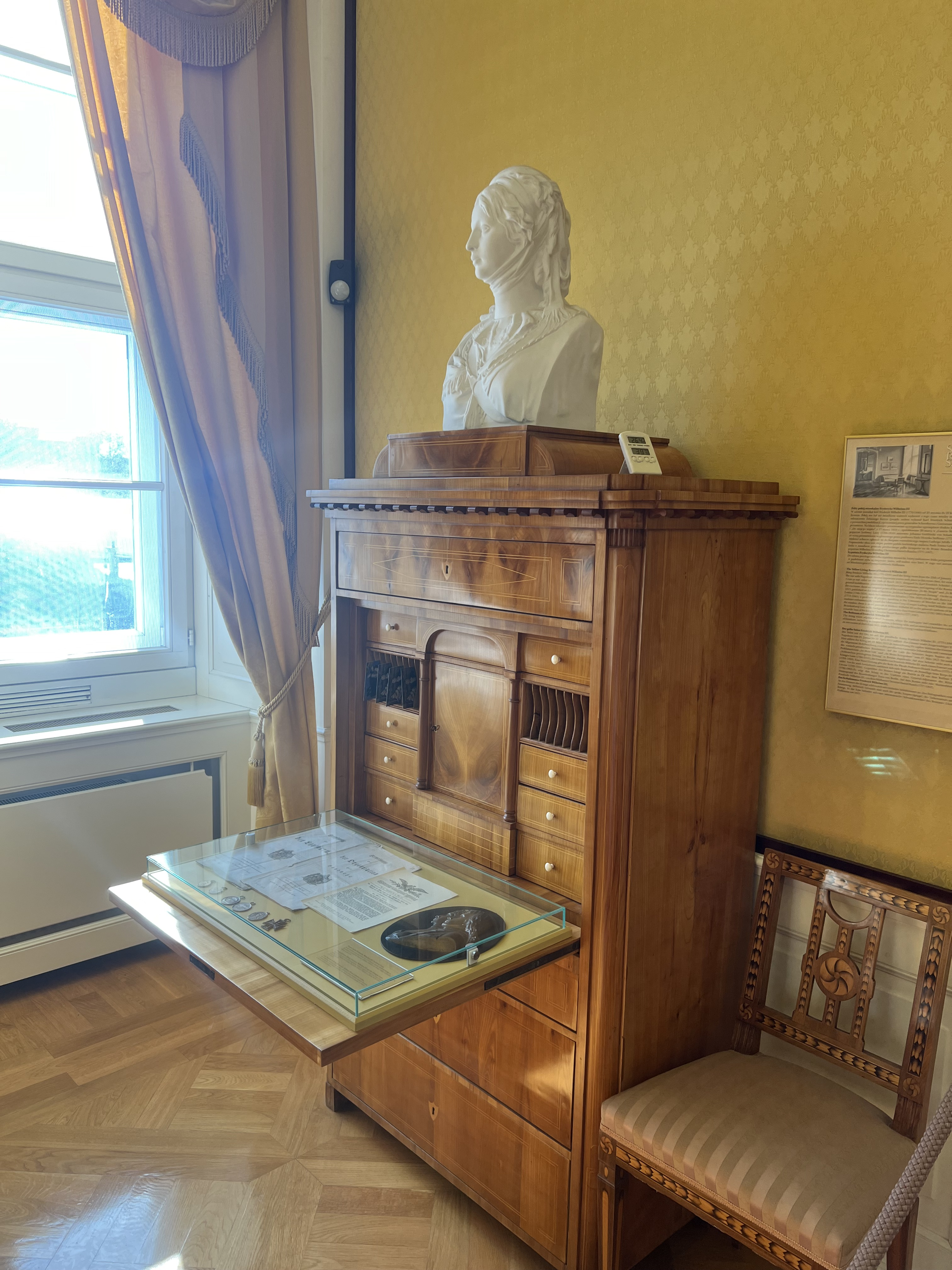
Sekretär König Friedrich Wilhelms III. mit Aufruf „An mein Volk“

Der Zentralbau, das ehemalige Palais Spätgen, war durch den Südwestflügel mit dem Stülerbau verbunden. Nach dem Krieg wurde dieser Verbindungsflügel abgerissen. Dadurch konnte die Rückseite des zentralen Teils wieder freigelegt und der barocke Garten wiederhergestellt werden. Durch den Abbruch der benachbarten Gebäude konnte ebenfalls die östliche Fassade wieder samt Fenster freigelegt und wiederhergestellt werden. Durch diesen Rückbau präsentiert sich der zentrale Bau also im Großen wieder wie er zu seiner Erbauungszeit erschien. In den Jahren 2000–2004 konnte das Schloss mit Mitteln aus Stadt, Woiwodschaft sowie Privatspenden aufwendig renoviert werden. Dabei wurden auch eine Anzahl von inneren Räumlichkeiten wiederhergestellt und restauriert. Der Südwestflügel von Langhans wird wegen des barocken Gartens nicht mehr rekonstruiert, und die Pläne für eine Wiederherstellung des Südflügels und des Ost- und Westpavillons von Stüler sind ungewiss.

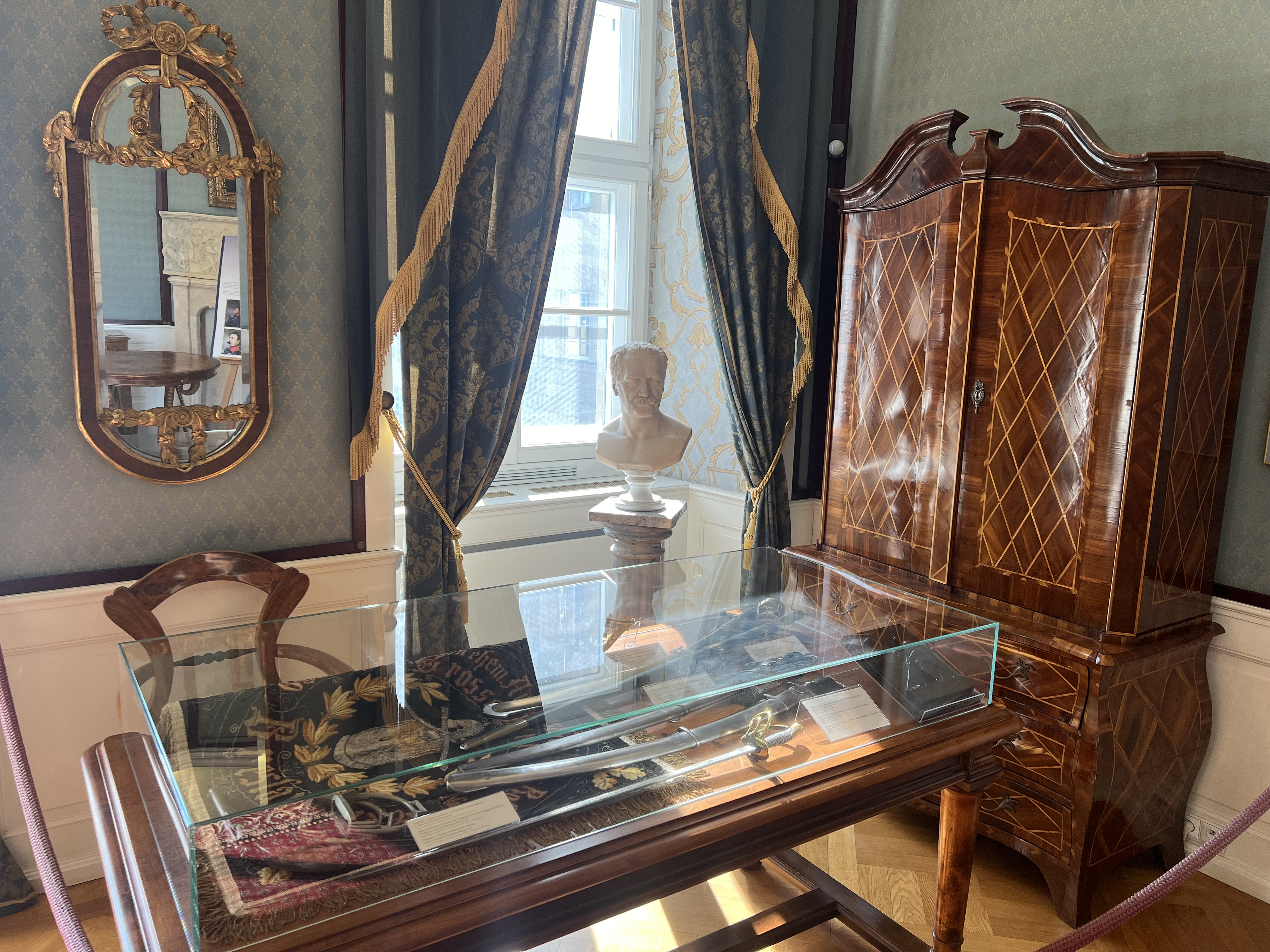
Raum im Breslauer Stadtschloß (rekonstruiert)

Seit 2009 befindet sich im ehemaligen Stadtschloss die Ausstellung "1000 Jahre Breslau", die durchgängig dreisprachig in Deutsch, Polnisch und Englisch beschrieben ist. Sie ist Teil des Städtischen Museums Breslau, welches verschiedene Ausstellungen an unterschiedlichen Orten Breslaus beinhaltet.
Im ehemaligen Wirtschaftsgebäude befindet sich das Theatermuseum Breslau.

## Bilder

Ruinen des Stadtschlosses (1980, links)
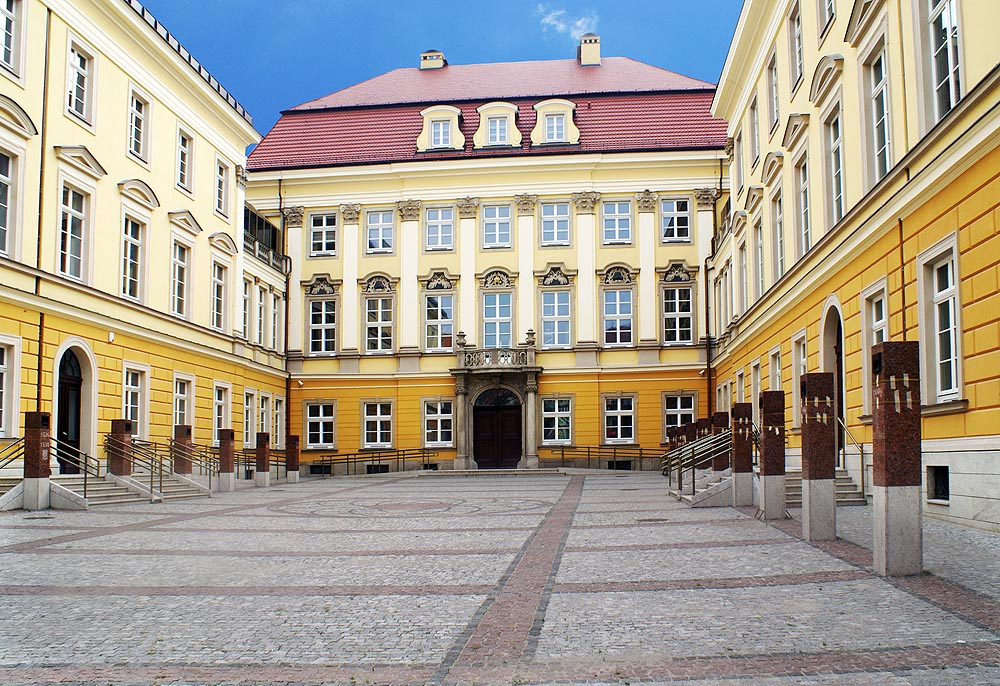
Ehrenhof und zentraler Teil des ehemaligen Palais Spätgen
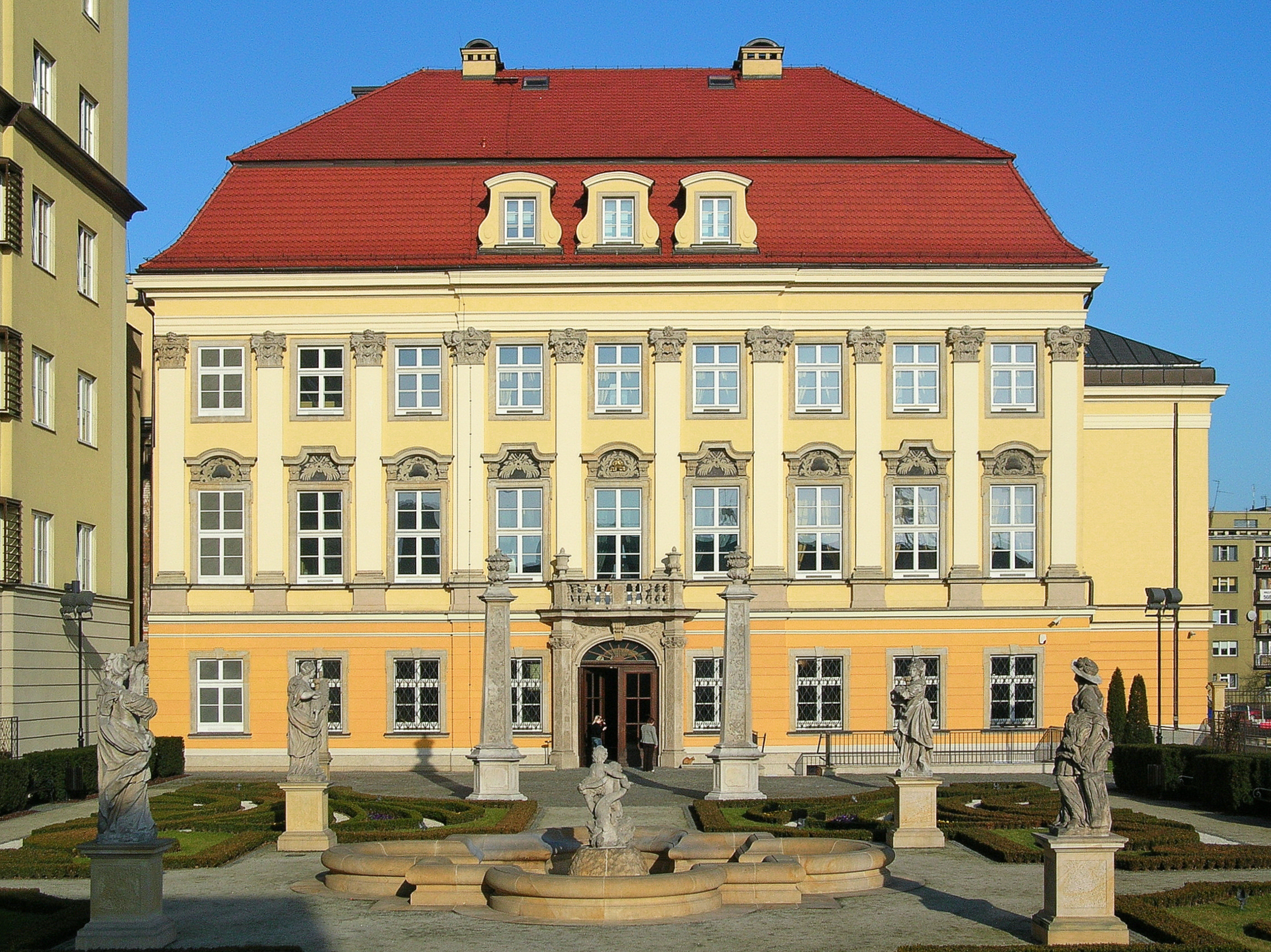
Das zentrale Palais Spätgen mit barockem Garten an der Rückseite (1)
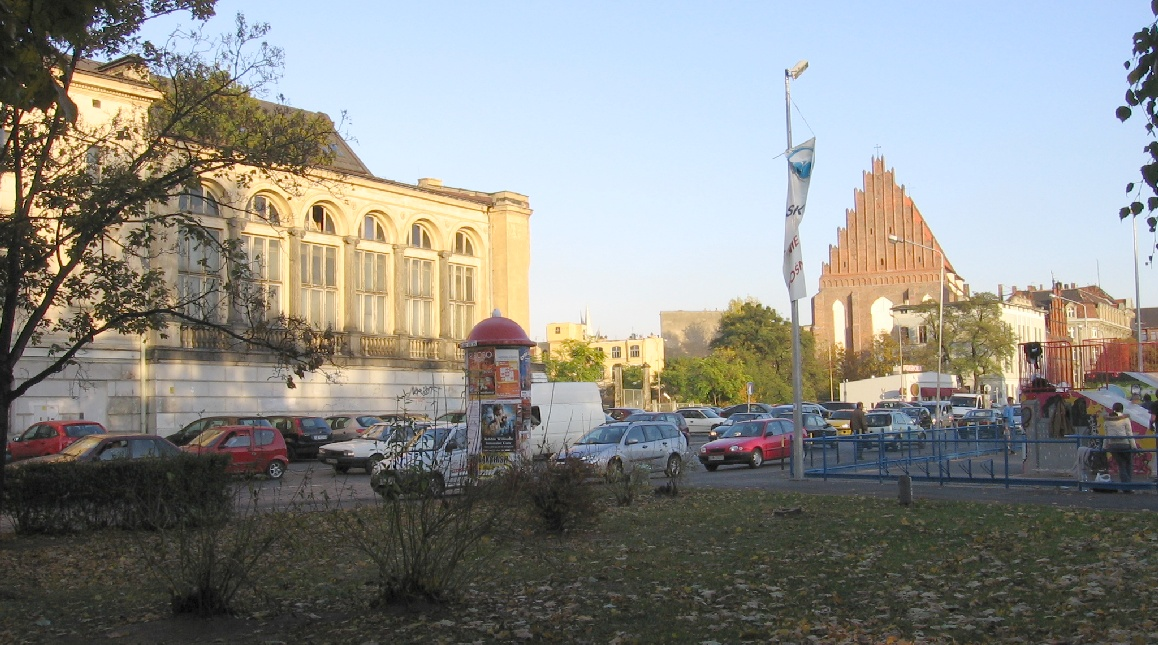
Fragment Küchengebäude (7) und (6)